# زنده (فیلم ۲۰۰۶)
زنده (به هندی: Zinda) فیلمی محصول سال ۲۰۰۶ و به کارگردانی سانجی گوپتا است. در این فیلم بازیگرانی همچون سانجی دات، جان آبراهام، لارا دوتا، سلینا جایتلی، ماهش مانجرکار، راجندرانات زوتشی ایفای نقش کرده‌اند.